# Dientenbach (Salzach)
Der Dientenbach ist ein linker Nebenfluss der Salzach im Land Salzburg in Österreich.

## Name
In frühmittelalterlichen Texten wird der Fluss als Tuontina bezeichnet. Der Name geht auf vorgermanisch (wohl keltisch) *Dondenā zurück, was sich von uridg. *dhondho- 'Wasserlauf' ableitet.

## Verlauf

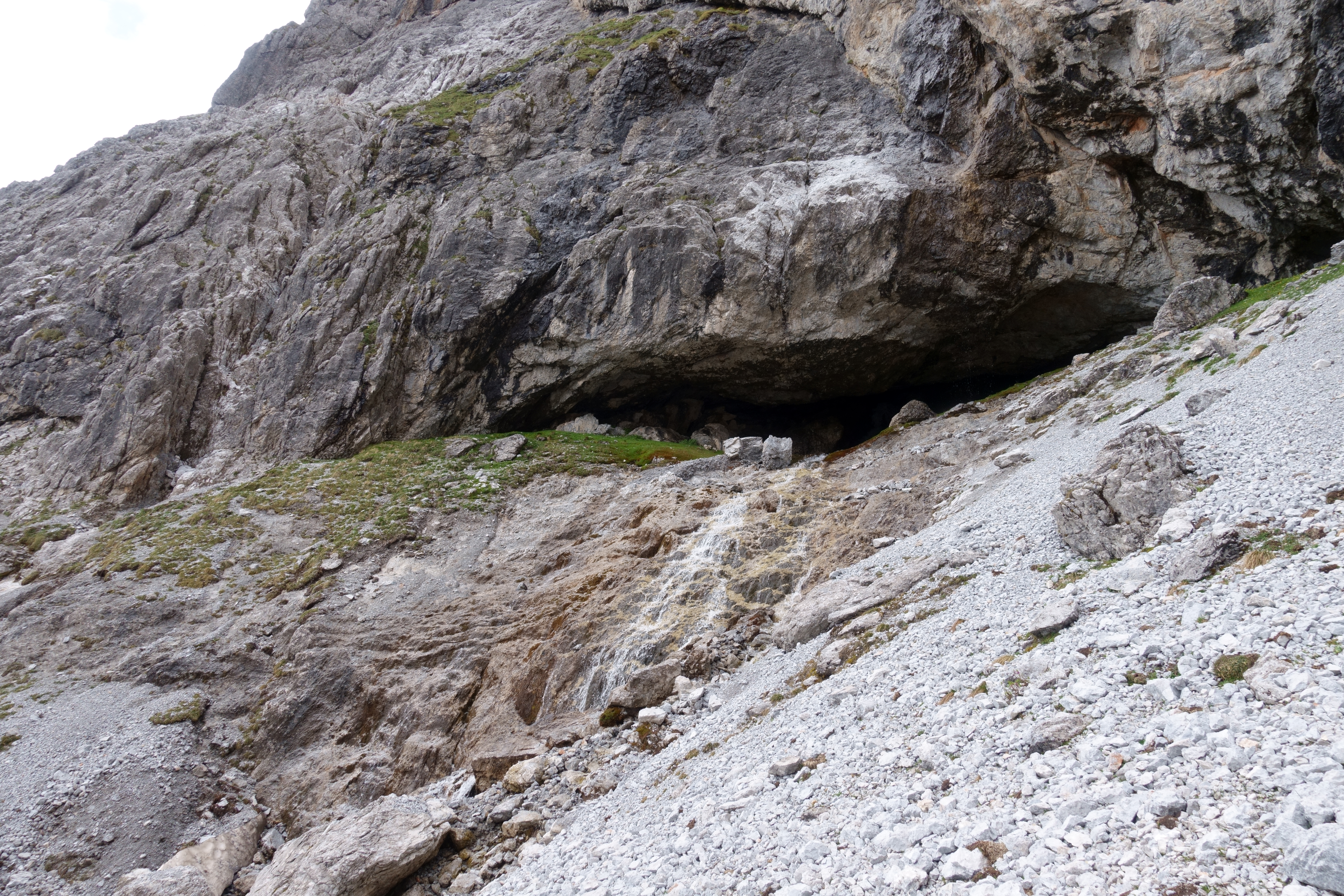
Quelle des Dientenbachs

Der Dientenbach entspringt im Gebirgsstock des Hochkönigs auf der Schönbergalm westlich der Taghaube in 1850 Meter Seehöhe aus der Halbhöhle Wasserofen. Er fließt erst nach Westen nördlich an der Erichhütte vorbei und biegt dann nach Südwesten, wo er sich vor Höfl-Zachhof mit dem Dientner Bach und dem Filzenbach vereinigt. Ab Dienten am Hochkönig wird das großteils bewaldete Tal enger und er fließt bis zur Mündung in die Salzach nach Süden.
Der einzige Ort am Dientenbach ist Dienten am Hochkönig.
Der größte Teil des Einzugsgebietes liegt in der Gemeinde Dienten am Hochkönig. Die letzten drei Kilometer vor der Mündung bildet der Bach die Grenze zwischen den Gemeinden Taxenbach und Goldegg. Der Dientenbach mündet schließlich oberhalb von Lend in die Salzach. Da diese in verschiedenen Bezirken liegen ist er hier auch die Grenze zwischen dem Bezirk Zell am See und dem Bezirk St. Johann im Pongau.

## Gebirge
Die Quelle des Dientenbachs liegt im südlichen Bereich der Berchtesgadener Alpen zwischen Filzensattel und Dientner Sattel. Nach Süden durchfließt er die Dientener Berge und trennt den Hundstein im Westen vom Schneeberg im Osten.

## Nebenbäche
Das Einzugsgebiet des Dientenbachs beträgt 62,5 Quadratkilometer. Die wichtigsten Nebenbäche sind:

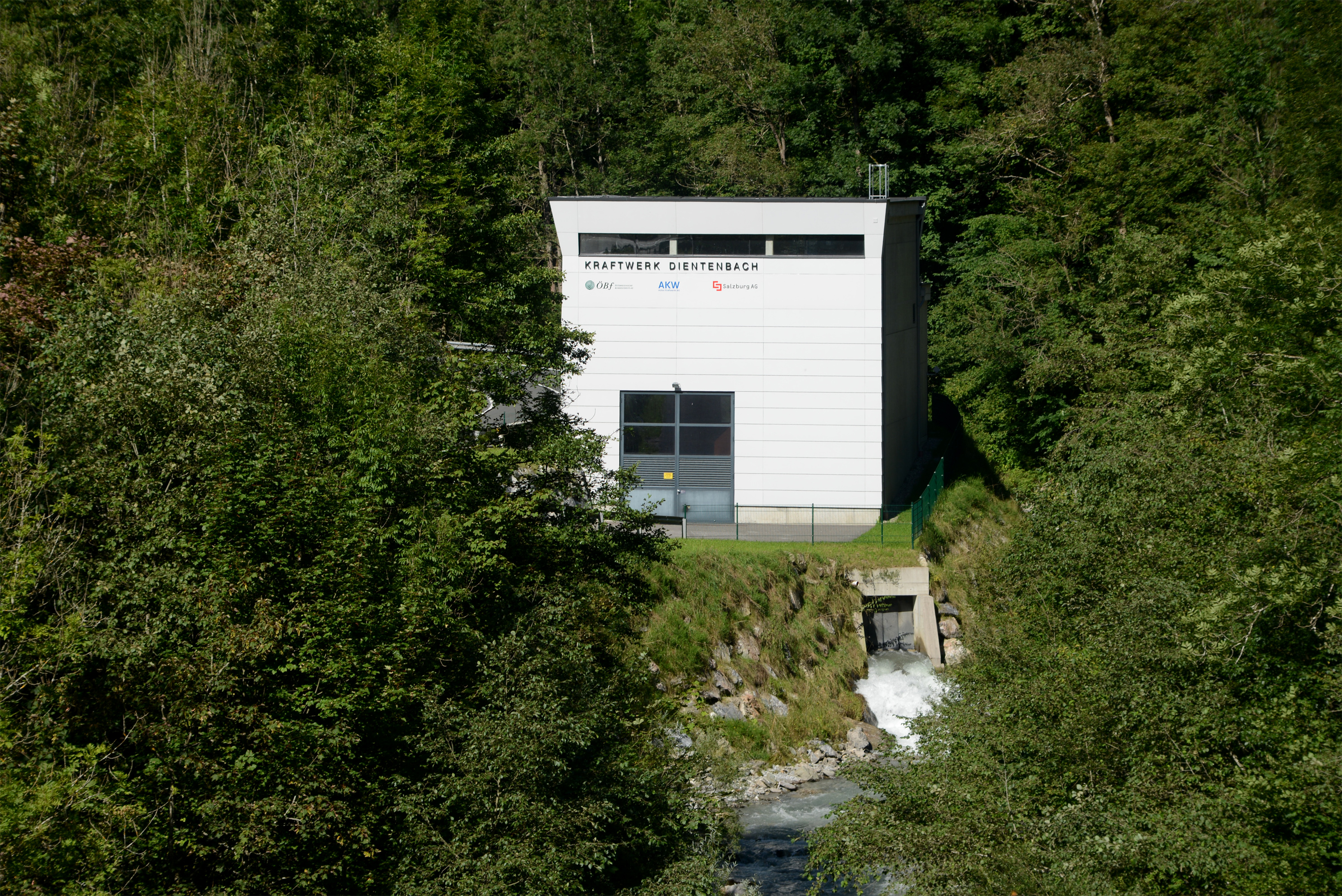
Kraftwerk Dientenbach

| Name          | links/rechts | mündet bei                         | Einzugsgebiet [km2] |
| ------------- | ------------ | ---------------------------------- | ------------------- |
| Dientner Bach | links        | vor Höfl-Zachhof                   |                     |
| Filzenbach    | rechts       | Höfl-Zachhof                       | 03,1                |
| Hirschbach    | rechts       | Dacheben                           | 04,6                |
| Einersbach    | links        | Dacheben                           | 04,8                |
| Schwarzenbach | links        | Ferolisäge                         | 10,6                |
| Seebach       | links        | vor dem Kraftwerkshaus Dientenbach | 01,6                |

## Kraftwerk
Im Jahr 2011 wurde das Wasserkraftwerk Dientenbach mit einer Nennleistung von 4.600 kW und einer Fallhöhe von 220 m eröffnet.